# Лејк Сан Маркос (Калифорнија)
Лејк Сан Маркос (енгл. Lake San Marcos) насељено је место без административног статуса у америчкој савезној држави Калифорнија.

## Демографија
По попису из 2010. године број становника је 4.437, што је 299 (7,2%) становника више него 2000. године.
| Група             | 2000.         | 2010.         |
| Белци             | 3.761 (90,9%) | 3.712 (83,7%) |
| Афроамериканци    | 11 (0,3%)     | 37 (0,8%)     |
| Азијати           | 72 (1,7%)     | 133 (3,0%)    |
| Хиспаноамериканци | 237 (5,7%)    | 464 (10,5%)   |
| Укупно            | 4.138         | 4.437         |